# Satèl·lits d'Urà

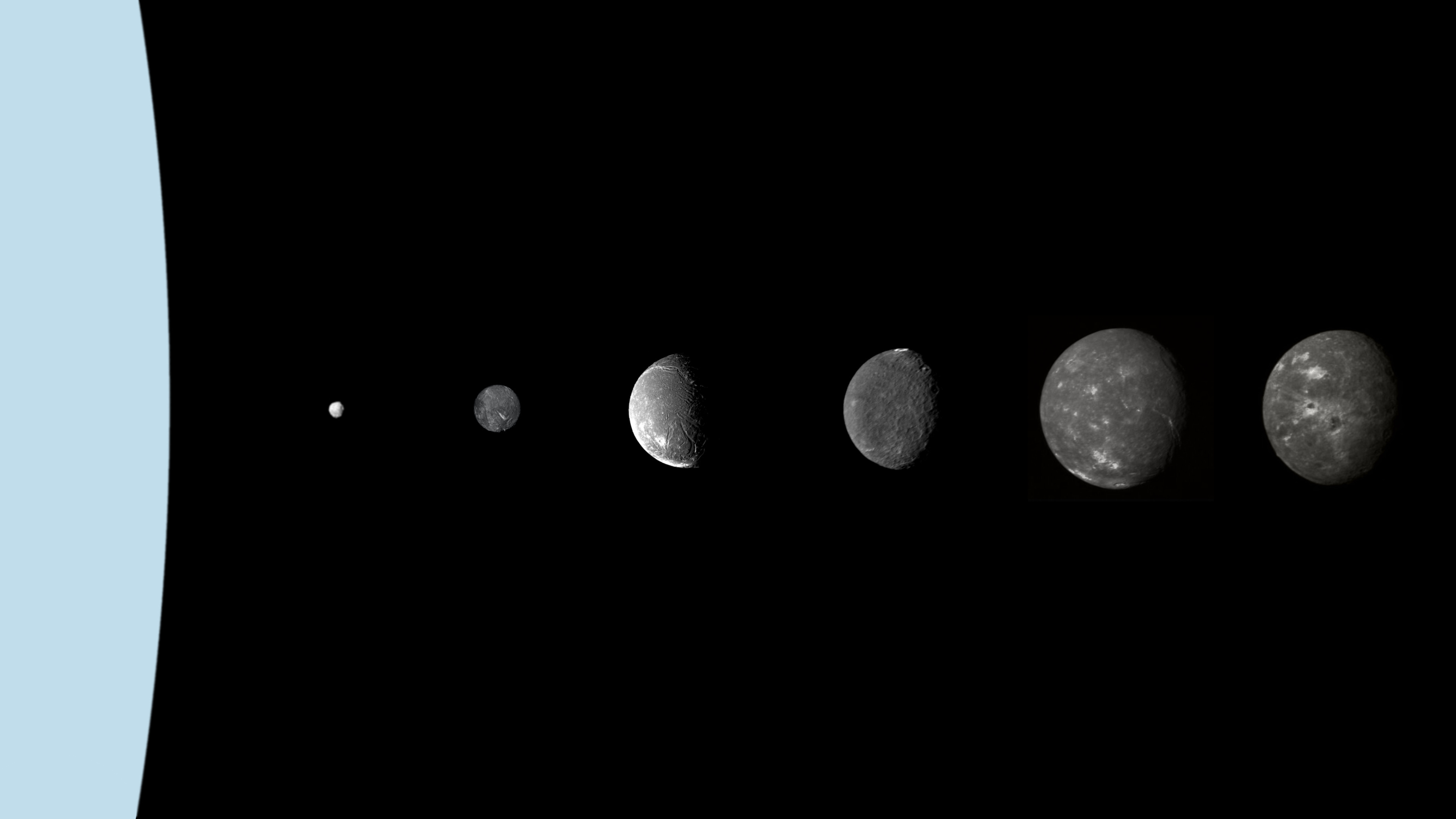
D'esquerra a dreta: Urà, Puck, Miranda, Ariel, Umbriel, Titània i Oberó. Els diàmetres són a escala, les distàncies no

Urà té 27 satèl·lits coneguts i tots tenen nom definitiu. Els més importants són (de més gran a més petit): Titània, Oberó, Umbriel, Ariel i Miranda. Aquests són els anomenats satèl·lits majors. Cap dels satèl·lits d'Urà té atmosfera.
A diferència de la majoria de cossos del sistema solar, que prenen els seus noms de la mitologia, els noms dels satèl·lits d'Urà s'agafen dels personatges de les obres de William Shakespeare i Alexander Pope, especialment de les seues protagonistes femenines.
Titània i Oberó són els dos satèl·lits més grossos i els primers que van ser descoberts. Això va ser l'any 1787 i el seu descobridor és William Herschel. Els seus noms són els de la reina i el rei de les fades (respectivament) en l'obra El somni d'una nit d'estiu de Shakespeare. Els següents són Umbriel i Ariel, descoberts per William Lassell el 1851. Gairebé un segle més tard, el 1948, Gerard Kuiper va descobrir Miranda.
L'any 1986, la sonda Voyager 2 en va descobrir 10 més, d'entre 40 i 160 km de diàmetre. Aquests són (per ordre alfabètic): Belinda, Bianca, Cordèlia, Creseida, Desdèmona, Julieta, Ofèlia, Pòrcia, Puck i Rosalina. Finalment, a partir dels anys 90, el telescopi espacial Hubble ha permès augmentar el nombre de satèl·lits coneguts fins a 27.
Segons la seva distància al planeta, els satèl·lits d'Urà es divideixen en dos grups: les llunes interiors i les llunes exteriors. Les interiors van des de Cordèlia (la més pròxima a Urà) fins a Oberó (vegeu taula). Estan compostos per una barreja de roca i gel. Tots els satèl·lits majors pertanyen a aquest grup. Les llunes exteriors són totes bastant petites i se'n desconeix la composició, però és probable que siguin asteroides capturats gravitacionalment.

## Taula de dades
| Nom   | Nom       |  | Diàmetre (km)          | Massa (kg) | Radi orbital mitjà (km) | Període orbital (dies) | Descobridor(s)                       | Any  |
| ----- | --------- |  | ---------------------- | ---------- | ----------------------- | ---------------------- | ------------------------------------ | ---- |
| VI    | Cordèlia  |  | 40                     | 4,5·10¹⁶   | 49.770                  | 0,335                  | Richard J. Terrile Voyager 2         | 1986 |
| VII   | Ofèlia    |  | 43                     | 5,4·10¹⁶   | 53.790                  | 0,376                  | Richard J. Terrile Voyager 2         | 1986 |
| VIII  | Bianca    |  | 51                     | 9,3·10¹⁶   | 59.170                  | 0,435                  | Bradford A. Smith - Voyager 2        | 1986 |
| IX    | Crèssida  |  | 80                     | 3,43·1017  | 61.780                  | 0,464                  | Stephen P. Synnott Voyager 2         | 1986 |
| X     | Desdèmona |  | 64                     | 1,78·1017  | 62.680                  | 0,474                  | Stephen P. Synnott Voyager 2         | 1986 |
| XI    | Julieta   |  | 94                     | 5,57·1017  | 64.350                  | 0,493                  | Stephen P. Synnott Voyager 2         | 1986 |
| XII   | Pòrcia    |  | 135                    | 1,68·1018  | 66.090                  | 0,513                  | Stephen P. Synnott Voyager 2         | 1986 |
| XIII  | Rosalina  |  | 72                     | 2,54·1017  | 69.940                  | 0,558                  | Stephen P. Synnott Voyager 2         | 1986 |
| XXVII | Cupido    |  | 24                     | -          | 74.800                  | 0,618                  | Mark R. Showalter i Jack J. Lissauer | 2003 |
| XIV   | Belinda   |  | 81                     | 3,57·1017  | 75.260                  | 0,624                  | Stephen P. Synnott - Voyager 2       | 1986 |
| XXV   | Perdita   |  | 80                     | -          | 76.400                  | 0,638                  | Erich Karkoschka - Voyager 2 - HST   | 1986 |
| XV    | Puck      |  | 162                    | 2,89·1018  | 86.010                  | 0,762                  | Stephen P. Synnott - Voyager 2       | 1986 |
| XXVI  | Mab       |  | 32                     | -          | 97.700                  | 0,923                  | Mark R. Showalter i Jack J. Lissauer | 2003 |
| V     | Miranda   |  | 472 (480×468×466)      | 6,6·1019   | 129.390                 | 1,41 S*                | Gerard Kuiper                        | 1948 |
| I     | Ariel     |  | 1.158 (1162×1156×1155) | 1,35·1021  | 191.020                 | 2,52 S                 | William Lassell                      | 1851 |
| II    | Umbriel   |  | 1.169                  | 1,17·1021  | 266.300                 | 4,14 S                 | William Lassell                      | 1851 |
| III   | Titània   |  | 1.578                  | 3,52·1021  | 435.910                 | 8,71 S                 | William Herschel                     | 1787 |
| IV    | Oberó     |  | 1.523                  | 3,01·1021  | 583.520                 | 13,46 S                | William Herschel                     | 1787 |
| XXII  | Francisco |  | 12                     | 1,3·1015   | 4.280.000               | -266,6**               | Matthew Holman i Brett Gladman       | 2001 |
| XVI   | Caliban   |  | 98                     | 7,3·1017   | 7.230.000               | -579,7                 | Brett J. Gladman i altres            | 1997 |
| XX    | Esteve    |  | 20                     | 6·1015     | 8.002.000               | -677,4                 | Brett J. Gladman i altres            | 1999 |
| XXI   | Tríncul   |  | 10                     | 7·10¹⁴     | 8.571.000               | -759,0                 | Matthew J. Holman i altres           | 2001 |
| XVII  | Sicorax   |  | 190                    | 5,4·1018   | 12.179.000              | -1.288,3               | Brett J. Gladman i altres            | 1997 |
| XXIII | Margarida |  | 12                     | 1,3·1015   | 14.345.000              | 1.694,8                | Scott S. Sheppard i David C. Jewitt  | 2003 |
| XVIII | Pròsper   |  | 30                     | 2,1·10¹⁶   | 16.418.000              | -1.977,3               | Matthew J. Holman i altres           | 1999 |
| XIX   | Setebos   |  | 30                     | 2,1·10¹⁶   | 17.459.000              | -2.234,8               | John J. Kavelaars i altres           | 1999 |
| XXIV  | Ferdinand |  | 12                     | -          | 21.000.000              | -2.823,4               | Matthew J. Holman i altres           | 2001 |

* S'indica rotació sincrònica: el període de rotació és el mateix que el període orbital.
** Períodes orbitals negatius indiquen una òrbita retrògrada (oposada a la rotació del planeta).
Dada: el radi equatorial d'Urà és de 25.559 km.

The Uranian moons are listed here by orbital period, from shortest to longest. Moons massive enough for their surfaces to have collapsed into a spheroid are highlighted in light blue and bolded. Irregular moons with retrograde orbits are shown in dark grey. Margaret, the only known irregular moon of Uranus with a prograde orbit, is shown in light grey.
Sources: NASA/NSSDC, Sheppard, et al. 2005. For the recently discovered outer irregular moons (Francisco through Ferdinand) the most accurate orbital data can be generated with the Natural Satellites Ephemeris Service. The irregulars are significantly perturbed by the Sun.
| ¡ Inner moons | † Major moons | ‡ Irregular moons (retrograde) | ± Irregular moon (prograde) |